# Monometilidrazina
La metilidrazina, meglio nota come monometilidrazina (MMH) o ancora come N-metil idrazina, è un composto chimico derivato dall'idrazina.
La sua formula bruta è CH6N2, mentre la sua formula condensata è CH3(NH)NH2.

È usata come propellente per lo più in razzi, nello Space Shuttle e in generale nella propulsione spaziale; è usata in tale ambito poiché è ipergolica, ovvero reagisce violentemente con agenti ossidanti quali ad esempio il tetraossido di diazoto.
È un composto altamente infiammabile, tossico, corrosivo, inquinante e sospetto cancerogeno.

La metilidrazina, assieme ad altri derivati dell'idrazina, crea un composto chiamato Gyromitrina, che prende il nome dal velenoso fungo gyromitra. La molecola più rappresentativa della gyromitrina è la N-metil-N-formil-idrazone acetaldeide. Tale molecola, giunta nello stomaco, viene idrolizzata in N-formil-N-metil idrazina e dà luogo alla metilidrazina, ossia la molecola responsabile della cosiddetta sindrome Gyromitriana.